# Божићна јелка на Капитолу
Божићна јелка Капитола, некадашња празнична јелка Капитола, је украшена јелка која се сваке године подиже на травњаку Западног фронта Капитола Сједињених Држава, у Вашингтону, како би се прославила сезона божићних празника. Одабир, инсталацију и украшавање дрвета надгледа управник дворишта Капитола.
Јелку традиционално осветљава председник Представничког дома Сједињених Држава, у пратњи победника такмичења за есеј током церемоније почетком децембра или чак крајем новембра, и остаје упаљено сваке ноћи током Нове године.  По традицији, председник и потпредседник Сједињених Држава или славни гости неће присуствовати церемонији паљења дрвета.

## Историја
Записи указују да је божићна јелка купљена 1919.; међутим, тек 1964., годину дана након сугестије Џона В. Мекормака, 53. председника Представничког дома, успостављена је процедура за постављање јелке.
Јелка из 1963. је била жива дуглазија, купљена у расаднику у Пенсилванији. Поново је украшаван сваке године до 1967. када је био озбиљно оштећен у олуји и након тога је увенуо од последица оштећења корена. Након што је дрво из 1963. увенуо, бели борови из Мериленда су посечени и изложени за сезоне 1968. и 1969. Почевши од 1970. године, дрвеће је обезбеђивала Америчка шумарска служба из разних националних шума.
Крајем 1990-их, Божићна јелка Капитола је преименована у празнична јелка Капитола. Никада није било јасног објашњења зашто је дошло до промене имена, али је промена имена изазвала контроверзу. 29. новембра 2005., дан након што је јелка из 2005. стигла из Новог Мексика, јелка је преименована у Божићна јелка Капитола на захтев Дениса Хастерта, 59. председавајућег Представничког дома. 

## Јелке
| Година | Врста                | Висина        | Држава         |  |
| ------ | -------------------- | ------------- | -------------- |  |
| 2024   | Sitka Spruce         | 80 ft (24 m)  | Alaska         |  |
| 2023   | Norway Spruce        | 63 ft (19 m)  | West Virginia  |  |
| 2022   | Red Spruce           | 78 ft (24 m)  | North Carolina |  |
| 2021   | White Fir            | 84 ft (26 m)  | California     |  |
| 2020   | Engelmann Spruce     | 55 ft (17 m)  | Colorado       |  |
| 2019   | Blue Spruce          | 60 ft (18 m)  | New Mexico     |  |
| 2018   | Noble Fir            | 82 ft (25 m)  | Oregon         |  |
| 2017   | Engelmann Spruce     | 79 ft (24 m)  | Montana        |  |
| 2016   | Engelmann Spruce     | 84 ft (26 m)  | Idaho          |  |
| 2015   | Lutz Spruce          | 74 ft (23 m)  | Alaska         |  |
| 2014   | White Spruce         | 88 ft (27 m)  | Minnesota      |  |
| 2013   | Engelmann Spruce     | 88 ft (27 m)  | Washington     |  |
| 2012   | Engelmann Spruce     | 73 ft (22 m)  | Colorado       |  |
| 2011   | Sierra White Fir     | 63 ft (19 m)  | California     |  |
| 2010   | Engelmann Spruce     | 67 ft (20 m)  | Wyoming        |  |
| 2009   | Blue Spruce          | 85 ft (26 m)  | Arizona        |  |
| 2008   | Subalpine Fir        | 70 ft (21 m)  | Montana        |  |
| 2007   | Balsam Fir           | 55 ft (17 m)  | Vermont        |  |
| 2006   | Pacific Silver Fir   | 65 ft (20 m)  | Washington     |  |
| 2005   | Engelmann Spruce     | 65 ft (20 m)  | New Mexico     |  |
| 2004   | Red Spruce           | 65 ft (20 m)  | Virginia       |  |
| 2003   | Engelmann Spruce     | 70 ft (21 m)  | Idaho          |  |
| 2002   | Douglas Fir          | 70 ft (21 m)  | Oregon         |  |
| 2001   | White Spruce         | 72 ft (22 m)  | Michigan       |  |
| 2000   | Colorado Blue Spruce | 65 ft (20 m)  | Colorado       |  |
| 1999   | White Spruce         | 60 ft (18 m)  | Wisconsin      |  |
| 1998   | Fraser Fir           | 50 ft (15 m)  | North Carolina |  |
| 1997   | Black Hills Spruce   | 63 ft (19 m)  | South Dakota   |  |
| 1996   | Engelmann Spruce     | 75 ft (23 m)  | Utah           |  |
| 1995   | Douglas Fir          | 60 ft (18 m)  | California     |  |
| 1994   | Balsam Fir           | 58 ft (18 m)  | Vermont        |  |
| 1993   | White Fir            | 65 ft (20 m)  | California     |  |
| 1992   | White Spruce         | 62 ft (19 m)  | Minnesota      |  |
| 1991   | Blue Spruce          | 60 ft (18 m)  | New Mexico     |  |
| 1990   | Engelmann Spruce     | 65 ft (20 m)  | Colorado       |  |
| 1989   | Engelmann Spruce     | 89 ft (27 m)  | Montana        |  |
| 1988   | Balsam Fir           | 50 ft (15 m)  | Michigan       |  |
| 1987   | Norway Spruce        | 60 ft (18 m)  | Ohio           |  |
| 1986   | Shasta Red Fir       | 54 ft (16 m)  | California     |  |
| 1985   | White Spruce         | 56 ft (17 m)  | Michigan       |  |
| 1984   | White Spruce         | 58 ft (18 m)  | Minnesota      |  |
| 1983   | White Spruce         | 52 ft (16 m)  | Wisconsin      |  |
| 1982   | Balsam Fir           | 50 ft (15 m)  | Vermont        |  |
| 1981   | White Spruce         | 50 ft (15 m)  | Michigan       |  |
| 1980   | White Spruce         | 48 ft (15 m)  | Vermont        |  |
| 1979   | White Spruce         | 52 ft (16 m)  | Wisconsin      |  |
| 1978   | Norway Spruce        | 60 ft (18 m)  | Maryland       |  |
| 1977   | White Spruce         | 52 ft (16 m)  | Minnesota      |  |
| 1976   | Red Spruce           | 41 ft (12 m)  | West Virginia  |  |
| 1975   | Balsam Fir           | 41 ft (12 m)  | Michigan       |  |
| 1974   | Fraser Fir           | 41 ft (12 m)  | North Carolina |  |
| 1973   | White Spruce         | 51 ft (16 m)  | Pennsylvania   |  |
| 1972   | Balsam Fir           | 50 ft (15 m)  | Tennessee      |  |
| 1971   | Black Spruce         | 45 ft (14 m)  | New Hampshire  |  |
| 1970   | Norway Spruce        | 40 ft (12 m)  | West Virginia  |  |
| 1969   | White Pine           | 40 ft (12 m)  | Maryland       |  |
| 1968   | White Pine           | 30 ft (9,1 m) | Maryland       |  |
| 1967   | Douglas Fir          | 24 ft (7,3 m) | Pennsylvania   |  |
| 1966   | Douglas Fir          | 24 ft (7,3 m) | Pennsylvania   |  |
| 1965   | Douglas Fir          | 24 ft (7,3 m) | Pennsylvania   |  |
| 1964   | Douglas Fir          | 24 ft (7,3 m) | Pennsylvania   |  |
| 1963   | Douglas Fir          | 24 ft (7,3 m) | Pennsylvania   |  |

## Галерија
- Специјални омот од полу-камиона за божићну јелку
- Божићна јелка Капитола 2021. у свом транспорту
- Људи потписују камион који превози божићну јелку Капитола 2021.
- Долазак божићне јелке Капитола 2022.
- Долазак божићне јелке Капитола 1964.
- Садња божићне јелке Капитола 1964.